# César-Pierre Richelet
Pour les articles homonymes, voir Richelet (homonymie).
César-Pierre Richelet, plus connu sous le nom de Pierre Richelet (né le 8 novembre 1626 à Cheminon et mort le 23 novembre 1698 à Paris) est un grammairien et lexicographe français, rédacteur d'un des premiers dictionnaires de la langue française et du premier dictionnaire de rimes de la langue française.

## Biographie
César-Pierre Richelet fut d’abord régent au collège de Vitry-le-François, puis précepteur à Dijon. Reçu avocat au parlement de Paris, il abandonna les affaires pour les lettres et rechercha la société de Perrot d’Ablancourt et de Patru. Il se fortifia dans les langues anciennes, apprit l’italien et l’espagnol et s’appliqua surtout à connaître les origines de la langue française.
Il est l’auteur d'un des premiers dictionnaires français fait sur un plan méthodique (après, notamment, le Thresor de la langue française de Jean Nicot, en 1606), le Dictionnaire françois, contenant les mots et les choses, plusieurs nouvelles remarques sur la langue française, ses expressions propres, figurées et burlesques, la prononciation des mots les plus difficiles, le genre des noms, le régime des verbes, avec les termes les plus communs des arts et des sciences: le tout tiré de l’usage et des bons auteurs de la langue française (Genève, 1680, 1 vol. in-4.). Il avait une humeur caustique qui lui fit beaucoup d’ennemis et cette première édition, dont il se fit plusieurs contrefaçons à l’étranger, est pleine de traits satiriques contre Amelot de La Houssaye, Furetière, Varillas et autres.
Richelet publia d’autres éditions expurgées et augmentées. Parmi celles qui parurent après sa mort, on distingue celles de Pierre Aubert (Lyon, 1728, 3 vol. in-fol.) et de Goujet (Ibid., 1759- 63, 3 vol. in-fol.). Plus tard, on se contenta d’en donner des abrégés, comme celui de Gattel (Paris, 1842, 2 vol. in-8).

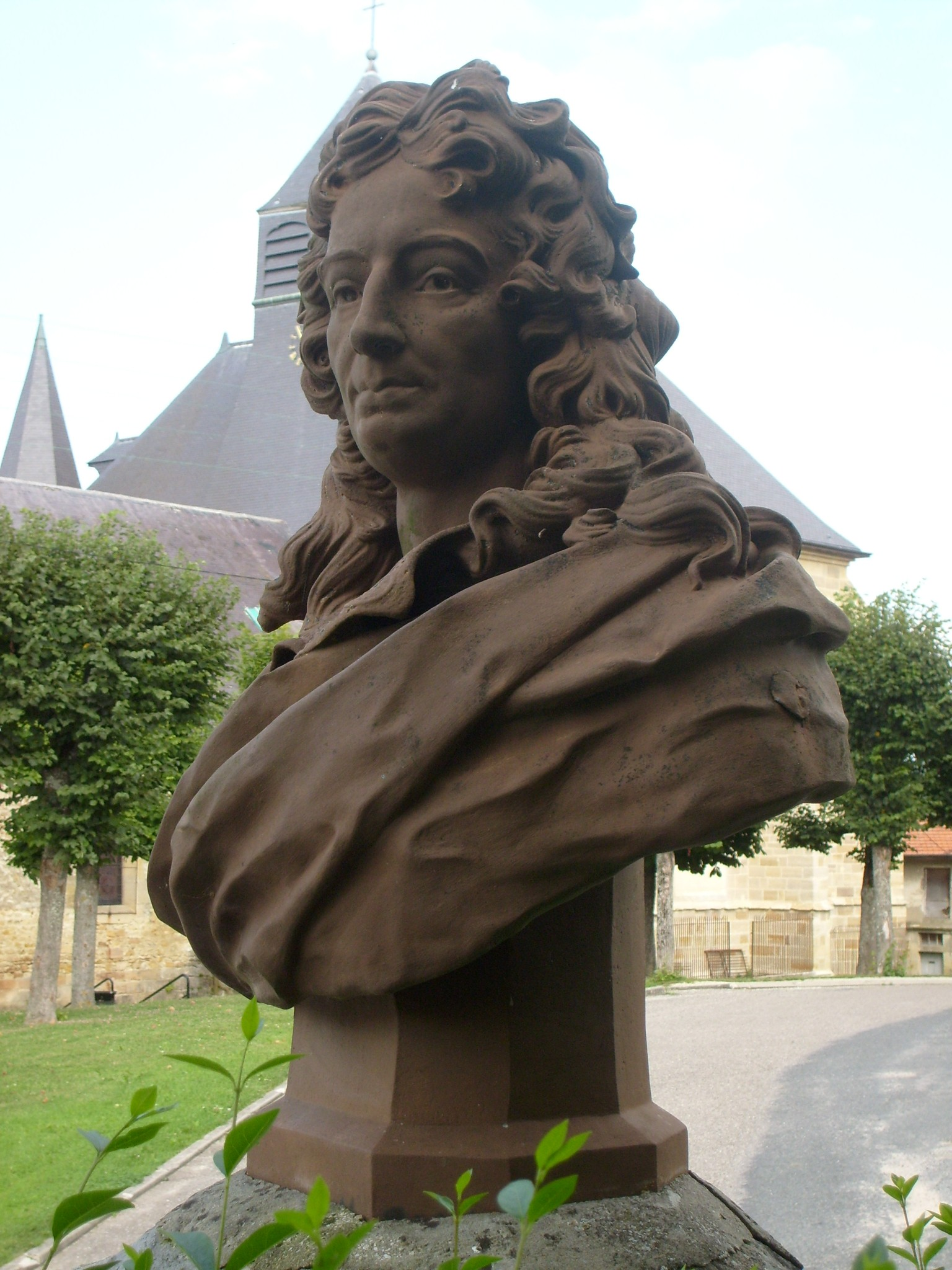
Buste de Richelet à Cheminon

On a encore de Richelet : la Versification française, ou l’Art de bien faire et tourner les vers (Paris, 1671, in-12) ; Commencements de la langue française, ou Grammaire tirée de l’usage et des bons auteurs (Ibid., 1694, in-12) ; Connaissance des genres français (Ibid., 1694, in-12). Il est aussi l’auteur de quelques traductions, d’une compilation intitulée : les plus belles Lettres des meilleurs auteurs français (Lyon, 1689, in-12 ; Paris, 1698, 2 vol. in-12), et l’éditeur du Nouveau Dictionnaire des rimes (Paris, 1667, in-12), qu’on lui a attribué, mais qui est de Frémont d’Ablancourt.
Son Dictionnaire français se distingue :
- par le rejet des termes dialectaux,
- par le fait que seuls les termes du bon usage figurent dans le dictionnaire,
- par le rejet des termes archaïques,
- par le rejet des termes triviaux.

## Éditions successives
- On a identifié 44 éditions de ce dictionnaire entre 1679 et 1811[2].

Éditions disponibles sur Internet :

### Édition originale 1680
- Dictionnaire françois contenant les mots et les choses, plusieurs nouvelles remarques sur la langue françoise : Ses Expressions Propres, Figurées & Burlesques, la Prononciation des Mots les plus difficiles, les genres des Noms, le Regime des Verbes avec Les termes les plus connus des Arts & des Sciences, le tout tiré de l’usage et des bons auteurs de la langue françoise par P. Richelet, A Geneve Chez Jean Herman Widerhold, 1680 (Avec permission). Il existe deux éditions différentes faites à Genève et chez le même éditeur, la même année. (numérisé sur Gallica :  -   -  )

### Edition 1706
- Dictionnaire françois, contenant généralement tous les mots tant vieux que nouveaux et plusieurs remarques sur la langue françoise, Tome 1, par Pierre Richelet - J. Elzevir (Amsterdam) -1706

### Édition 1732
- Dictionnaire de la langue françoise ancienne et moderne de Pierre Richelet, augmenté de plusieurs additions d’histoire, de grammaire, de critique, de jurisprudence, et d’une liste alphabétique des auteurs et des livres citez dans ce dictionnaire. Nouvelle Édition augmentée d’un grand nombre d’Articles. Deux tomes, A Amsterdam. Aux depens de la compagnie 1732. (numérisé sur Gallica)
  - Tome 1, A-H / de Pierre Richelet ; augmenté de plusieurs additions d'histoire, de grammaire, de critique, de jurisprudence et d'une liste alphabétique des auteurs et des livres citez.. - aux dépens de la Compagnie (Amsterdam) - 1732  – 
  - Tome 2, I-Z / de Pierre Richelet ; augmenté de plusieurs additions d'histoire, de grammaire, de critique, de jurisprudence et d'une liste alphabétique des auteurs et des livres citez.. - aux dépens de la Compagnie (Amsterdam) - 1732

### Édition 1740
- Dictionnaire de la langue françoise ancienne et moderne de Pierre Richelet; Augmenté de plusieurs Remarques importantes sur la Langue Françoise, Additions d’Histoire, de Grammaire, de Critique, de Jurisprudence, et d’une liste alphabétique des auteurs et des livres citez & augmentée d’un grand nombre d’Articles. Trois tomes. À Paris, Aux dépens de la Compagnie, 1740.

### Édition 1759
- Richelet, Pierre, 1626-1698 ; Adams, John, 1735-1826, l'ancien propriétaire. BRL ; Bibliothèque John Adams (Boston Public Library) BRL Volume:  1  Sujet:  la langue française Editeur:  A Lyon: Chez Pierre Bruyset-Ponthus, libraire ...  Année:  1759  -
- Richelet, Pierre, 1626-1698 ; Adams, John, 1735-1826, l'ancien propriétaire. BRL ; Bibliothèque John Adams (Boston Public Library) BRL Volume:  2  Sujet:  la langue française Editeur: A Lyon: Chez Pierre Bruyset-Ponthus, libraire ...  Année:  1759:  -
- Richelet, Pierre, 1626-1698 ; Adams, John, 1735-1826, l'ancien propriétaire. BRL ; Bibliothèque John Adams (Boston Public Library) BRL Volume:  3 Sujet:  la langue française Editeur:  A Lyon: Chez Pierre Bruyset-Ponthus, libraire ...  Année:  1759 :  -